# Thumbsucker
Thumbsucker (deutsch: Daumenlutscher, Alternativtitel: Thumbsucker – Bleib wie du bist!) ist ein US-amerikanischer Spielfilm von Mike Mills aus dem Jahre 2005. Die Handlung basiert auf einem 1999 erschienenen Roman von Walter Kirn.

## Handlung
Der siebzehnjährige Justin unterscheidet sich in einem Punkt von seinen Altersgenossen: Er lutscht am Daumen bei Stresssituationen. Sein Vater Mike, ein gescheiterter Footballstar, versucht, ebenso wie sein Kieferorthopäde Dr. Lyman, ihm dieses abzugewöhnen – vergeblich, denn die Kommunikation zwischen den Generationen gelingt nicht. Dabei versucht es der esoterisch angehauchte Dr. Lyman, der sich auch als Therapeut versteht, mit Hypnose. In der Schule plagen Justin noch ganz andere Probleme: Seine Versagensängste im Debattierclub genauso wie sein großer Schwarm Rebecca. Während für Ersteres das amerikanische Allheilmittel Psychopharmaka herhalten muss, welches Justin alsbald in jeder Hinsicht enthemmt, wird ihm seine große Liebe entgleiten.
Clipregisseur Mike Mills zeichnet mit seinem ersten großen Film nicht nur ein satirisch-präzises Porträt einer amerikanischen Vorstadtfamilie: Die Lust und der Frust der ersten Liebe, das amerikanische Schulsystem und Wettbewerbsdenken werden genauso beleuchtet wie Justins Cannabis- und Ritalin-Konsum.

## Kritiken
„Die von Alltagsimpressionen geprägte Roman-Adaption widersteht der Versuchung, die überschaubare Geschichte aufzubauschen. Sie findet vielmehr stets eine sichere Erdung, um die Charaktere glaubwürdig darzustellen. Dabei verweigert sich der Erstlingsfilm konsequent jeder psychologischen Schuldzuweisung.“

„Mit viel feinsinniger Komik beschreibt Regisseur Mike Mills die Mühen des Erwachsenwerdens in einer Welt, in der die Eltern oft infantiler sind als ihre Kinder.“

„In dieser Verfilmung von Walter Kirns gleichnamigen Roman The Thumbsucker findet sich eine unterhaltsame, leicht skurrile und hervorragend besetzte Story rund um die ewigen Themen Erwachsenwerden, Selbstfindung und den Wert von Familien.“

## Auszeichnungen

### Berlinale 2005
- Silberner Bär: Lou Taylor Pucci
- Goldener Bär: Mike Mills (Nominierung)

### Sundance Film Festival 2005
- Special Jury Price: Lou Taylor Pucci
- Grand Jury Price: Mike Mills (Nominierung)

## Trivia
Die Filmmusik sollte ursprünglich von Elliott Smith kommen,
dieser starb jedoch während der Produktionsphase. Daher gibt es im Film nur drei Smith-Lieder: „Thirteen“, „Trouble“ (ein Cat-Stevens-Cover) und „Let´s get lost“. Die restliche Musik steuerte Tim DeLaughter bei.
Für die Rolle der Rebecca war eigentlich Lost in Translation-Star
Scarlett Johansson vorgesehen. Sie wurde kurz vor Beginn der Dreharbeiten
durch Kelli Garner ersetzt.
Regisseur Mike Mills ist bis dato durch einige Produktionen von Werbespots
(Nike, VW, Levi Strauss & Co.) und Musikvideos (Air, Moby) bekannt.